# Eclipse Engineering & Motor Company
Eclipse Engineering & Motor Company war ein britischer Hersteller von Automobilen.

## Unternehmensgeschichte
Das Unternehmen aus dem Londoner Stadtteil Wandsworth begann 1901 mit der Produktion von Automobilen. Der Markenname lautete Eclipse. 1904 endete die Produktion. Etwa 1906 wurde das Unternehmen aufgelöst.

## Fahrzeuge
Das erste Modell hatte einen Zweizylindermotor. Später erschienen die Modelle 12 HP mit einem Zweizylindermotor und 20/24 HP mit einem Vierzylindermotor. Ein Exemplar des letztgenannten Modells bot das Unternehmen 1906 gebraucht, aber wie neu an.